# Romualdo Ghiglione
Romualdo Ghiglione (ur. 25 lutego 1891 w Genui, zm. 12 marca 1940 tamże) – włoski gimnastyk, medalista olimpijski.
W 1920 r. reprezentował barwy Zjednoczonego Królestwa Włoch na letnich igrzyskach olimpijskich w Antwerpii, zdobywając złoty medal w wieloboju drużynowym.